# 崔仲三
崔仲三，是中國武術家，杨式太极拳第五代传人，中国武术八段，国家一级武术裁判员。現任北京永年太极拳社社长。

## 生平
出身於太极拳世家，祖父崔毅士是杨澄甫入门弟子、杨式太极拳第四代傳人。他從小就隨祖父习练杨式太极拳。
從1957年起，崔仲三开始参加各类太极拳比赛。1985年，擔任第二届全国工人运动会开幕式太极拳、剑表演总教练；1986年擔任全国太极拳比赛北京队教练；1990年，擔任第十一届亚运会开幕式太极拳表演总教练。在2008年北京奥运会上，負責編排太极拳展示的队形與动作。他教過的學生已達上萬人。